# Коњичко друштво „Кнез Михаило”
Kоњичко друштво „Kнез Михаило” је спортско друштво, које се бави одгојем расних коња, унапређењем народног коњарства и организацијом спортских такмичења .
Своју делатност Друштво обавља преко секције, које су ангажоване на унапређењу коњарства у стишком и моравском крају, и на едукацији чланства. Главна делатност Друштва је организација коњичких такмичења. У том циљу Друштво организује неколико трка током године. Програм поред галопских и касачких трка, укључује утакмице у прескакању препона, и утакмице у даљинском јахању .
Седиште друштва је на Пожаревачком хиподрому из 1892. године. Исте године је основан одбор Дунавског кола јахача за пожаревачки округ, а прве трке на њему одржане су већ наредне 1893. године.
Друштво учествује као организатор и као редовни учесник у Љубичевским коњичкичким играма, које се организују сваке године на Пожаревачком хиподрому, првог викенда у септембру.
Друштво организује редовно школе јахања, које представљају основу за даље бављење коњичким спортом. Школа јахања је своје активнсти спроводила у току целе године. Посебна атракција школе јахања су мали волтижери, који осим на ЉКИ наступају и на другим сличним манифестацијама.
На Пожаревачком хиподрому је Друштво уз помоћ Града Пожаревца адаптирала једну зграду у којем је музејска поставка која прати активности Друштва од оснивања.